# John Phillips (Snookerspieler)
John Phillips (* 1935 oder 1936 in Springburn, Glasgow; † 2008) war ein schottischer Snookerspieler, der – abgesehen von Unstimmigkeiten zwischen verschiedenen Quellen – sechsmal die schottische Snooker-Meisterschaft gewinnen konnte und zwischen 1981 und 1986 für fünf Saisons Profispieler war. Allerdings nahm er in dieser Zeit nur an wenigen Turnieren teil.

## Karriere
Phillips machte erstmals auf sich aufmerksam, als er 1955 bei der Scottish Open Championship Peter Spence besiegen und vorm Ausscheiden bis ins Viertelfinale einziehen konnte. Nachdem er 1957 ein weiteres Mal mit einem etwas schlechteren Ergebnis an diesem Turnier teilgenommen hatte, erreichte er 1958 bei der schottischen Amateur-Meisterschaft das Finale und gewann gegen Jimmy Ferguson (auch JW Ferguson) seinen ersten Titel. Diesen konnte er 1959 gegen Eddie Sinclair verteidigen. Im nächsten Jahr verpasste er seinen dritten Titel in Folge und schied – wie auch bei der Scottish Open Championship – im Halbfinale aus. Im nächsten Jahr konnte er jedoch beide Turniere gewinnen. Zwei Jahre später unterlag er jedoch Tommy Paul im Halbfinale der Scottish Open Championship und David Miller im Viertelfinale der Meisterschaft. Die Meisterschaft 1964, die bereits Ende 1963 ausgetragen wurde, bedeutete für Phillips aber wieder eine weitere Finalteilnahme; mit einem 6:4-Sieg über Eddie Sinclair gewann er seinen vierten Titel. Allerdings schied er 1964 bei der Scottish Open Championship bereits in der Runde der letzten 32 aus. 1966 kam es bei der Meisterschaft zu einer Neuauflage des Endspiels zwischen ihm und Sinclair, erneut konnte Phillips das Spiel mit 6:2 für sich entscheiden. 1970 nahm Phillips an der in Schottland ausgetragenen Snooker-Amateurweltmeisterschaft teil und belegte den vierten Platz seiner Gruppe, womit er in der Gruppenphase ausschied. Ein Jahr später gewann er gegen David Miller seinen sechsten schottischen Meistertitel.
Dem folgte 1975 die siebente Finalteilnahme bei dem Turnier, doch zum ersten Mal überhaupt verlor er das Endspiel, wovon wiederum sein Gegner Eddie Sinclair profitierte, der damit den sechsten seiner insgesamt sieben Meistertitel holte. 1976 gewann er zum zweiten Mal die Scottish Open Championship, unterlag aber im Halbfinale der Pontins Autumn Open dem Engländer Paul Medati, ehe er 1977 gegen Eddie McLaughlin im Viertelfinale der schottischen Meisterschaft verlor. In derselben Runde verlor er auch 1979, nachdem er sich kurz zuvor bei den Pontins Spring Open Ray Reardon hatte geschlagen geben müssen. Des Weiteren gewann er in diesem Jahr seinen dritten Titel bei der Scottish Open Championship. Zwei Jahre später wurde er zur Saison 1981/82 Profispieler. Allerdings meldete er sich während seiner Profikarriere nur für insgesamt sechs Turniere an und zog sich von vier dieser Turniere wieder zurück. Somit bestritt er nur zwei Spiele: bei der Scottish Professional Championship 1982 verlor er mit 3:6 gegen Eddie Sinclair, bei der Snookerweltmeisterschaft 1982 in der Qualifikation gegen Paul Medati. Folglich schaffte er es auch nie, sich auf der Snookerweltrangliste zu platzieren. 1986 beendete er nach fünf Saisons seinen Ausflug ins Profigeschäft. Phillips, der als Postbote sein Geld verdiente, im Glasgower Stadtteil Possilpark lebte, aber in einer Snookerhalle am Edmiston Drive im Stadtteil Ibrox unweit des Ibrox Stadium spielte, war während seiner Karriere bekannt für sein gutes Safety-Spiel. Er starb in den ersten Monaten des Jahres 2008 im Alter von 72 Jahren. In der Online-Ausgabe der Glasgow Evening Times erschien daraufhin am 1. April 2008 ein Nachruf auf die „Snooker-Legende [John] Phillips“.

## Erfolge
| Ausgang                    | Jahr | Turnier                           | Finalgegner                       | Ergebnis  |
| -------------------------- | ---- | --------------------------------- | --------------------------------- | --------- |
| Amateurturniere im Snooker |      |                                   |                                   |           |
| Sieger                     | 1958 | Schottische Snooker-Meisterschaft | Jimmy Ferguson (auch JW Ferguson) | 6:1       |
| Sieger                     | 1959 | Schottische Snooker-Meisterschaft | Eddie Sinclair                    | 6:4       |
| Sieger                     | 1961 | Scottish Open Championship        | Tommy Paul                        | 6:2       |
| Sieger                     | 1961 | Schottische Snooker-Meisterschaft | Bert Demarco                      | 6:5       |
| Sieger                     | 1964 | Schottische Snooker-Meisterschaft | Eddie Sinclair                    | 6:4       |
| Sieger                     | 1966 | Schottische Snooker-Meisterschaft | Eddie Sinclair                    | 6:2       |
| Sieger                     | 1971 | Schottische Snooker-Meisterschaft | David Miller                      | unbekannt |
| Zweiter                    | 1975 | Schottische Snooker-Meisterschaft | Eddie Sinclair                    | 1:6       |
| Sieger                     | 1976 | Scottish Open Championship        | T. Kelly                          | unbekannt |
| Sieger                     | 1979 | Scottish Open Championship        | Eddie Sinclair                    | unbekannt |